# Chien courant de Hamilton
« Chien courant suédois » redirige ici. Pour d'autres races de chiens courants originaires de Suède, voir Chien courant du Småland et Chien courant de Schiller.
Le chien courant de Hamilton ou Hamiltonstövare, anciennement chien courant suédois, est une race de chiens originaire de Suède. C'est un chien courant de taille moyenne, bien proportionné, à la robe tricolore noir, blanc et feu. Il s'agit d'un chien de chasse employé comme chien courant pour la chasse au renard et la chasse au lièvre.

## Historique
Le chien courant de Hamilton est issu de divers croisements entre des chiens courants d’Allemagne du sud et de Suisse, des foxhounds anglais et des harriers. En 1886, parmi les 189 chiens courants présentés lors de la première exposition canine suédoise, le mâle Pang et la femelle Stella, appartenant au comte Adolf Patrick Hamilton, sont considérés comme les fondateurs de la race. D'abord appelée chien courant suédois, la race est renommée chien courant de Hamilton en 1921.

## Standard
Le chien courant de Hamilton est un chien de taille moyenne, bien proportionné, donnant une impression de force et de vigueur. Le corps s'inscrit dans un rectangle. Le dimorphisme sexuel est marqué. Attachée dans la ligne du dos, la queue est portée droite ou légèrement recourbée en sabre. Assez large à la racine, elle s'amincit vers son extrémité et atteint le jarret. La tête plutôt longue possède un crâne légèrement bombé et de largeur modérée et un stop bien défini, sans être trop prononcé. Les yeux sont brun foncé. Attachées assez haut, les oreilles n’arrivent pas à mi-longueur du museau lorsqu'elles sont tirées vers l'avant. Quand le chien est attentif, elles ne se relèvent que légèrement. 
Le poil est rude, pas trop court, bien couché sur le corps. Sur la tête, les oreilles et le devant des membres, le poil est lisse et très court. Il est plutôt long sur la face inférieure de la queue et à l’arrière des cuisses, sans former de franges. La robe est tricolore. Le dessus de l’encolure, les côtés du tronc et la face supérieure de la queue sont noirs. La tête, les oreilles, les membres, les faces latérales du cou, le tronc et la queue sont de couleur fauve. Le fauve peut varier d’un ton or à un brun rougeâtre intense et profond. Le blanc se répartit en liste blanche sur le museau, aux faces supérieures et inférieures du cou, au poitrail, à l’extrémité de la queue et au bas des membres et aux pieds.

## Caractère
Le standard FCI décrit le chien courant de Hamilton comme amical et de caractère égal. La race est considérée comme assez indépendante, mais également douce et affectueuse avec sa famille.

## Utilité
Le chien courant de Hamilton est un chien courant utilisé pour la chasse au lièvre et la chasse au renard. En action, il donne de la voix. Ce n'est ni un chien de meute, ni un chien pour la chasse au cerf.